# Galerie St. Petri

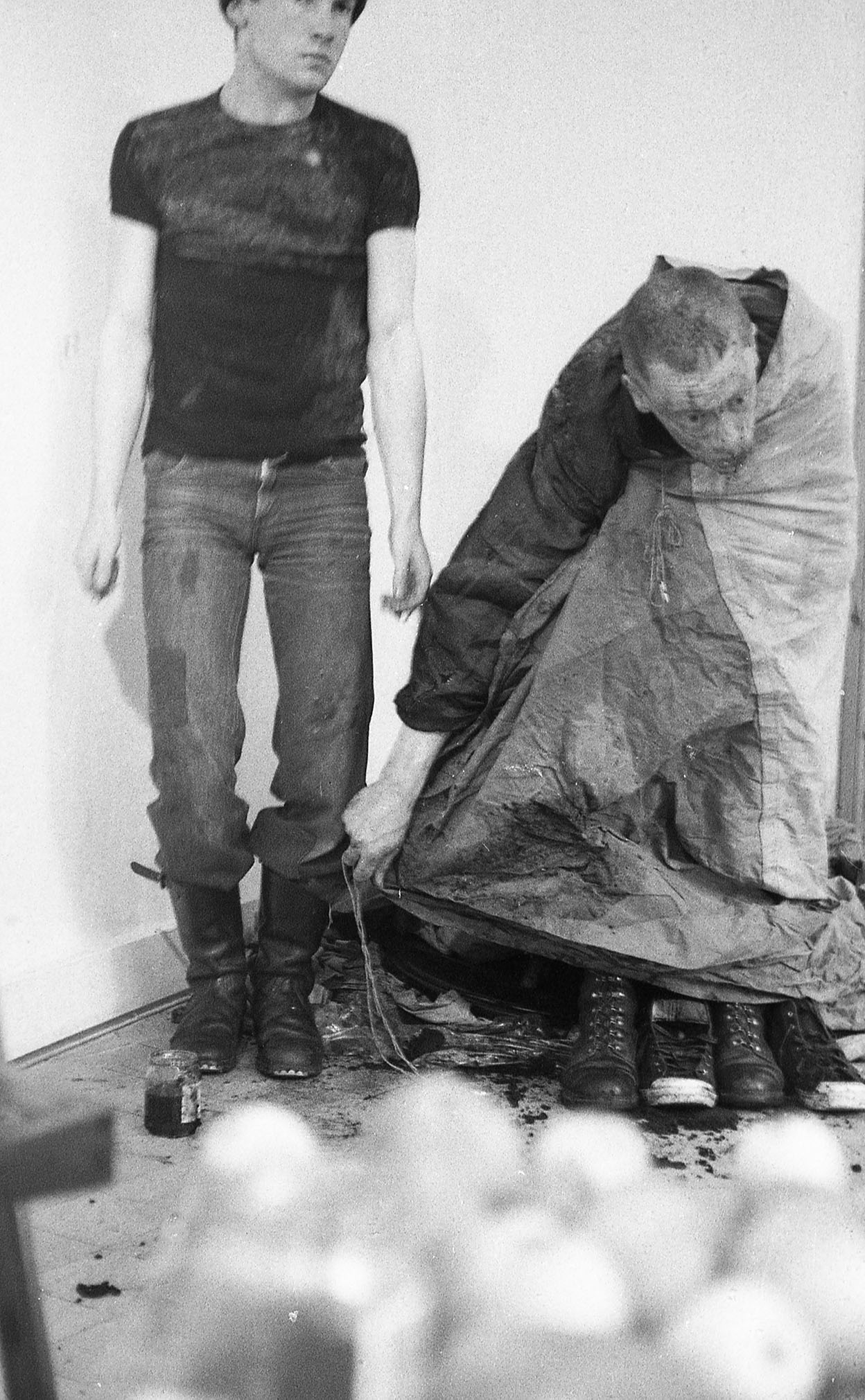
Performance av Dirk Larsen och Thom Puckey på Galerie St. Petri, 1975.

Galerie St. Petri var ett galleri för avantgardistisk och konceptkonst, som låg på St. Petri Kyrkogata i Lund, granne med Lunds Bokcafé och mitt emot  Stadsbiblioteket.
Galleriet grundades år 1971 av den franske konstnären Jean Sellem som emigrerade till Sverige på 1970-talet. Målsättningen var att skapa ett forum där utställningarna skulle spegla de nyare internationella tendenserna inom bildkonsten. Jämte konstutställningarna hölls konserter, poesiaftnar och debatter med författare, psykologer och filosofer nära nog varje lördagskväll. 
Mer än femhundra konstnärer från hela världen har presenterat sina idéer på galleriet som snabbt blev  en internationell arena för  koncept- och performancekonst. Man hade ett tätt samarbete med Fluxus-konstnärer som bland andra Eric Andersen, Ken Friedman, Tomas Schmit, Christian Boltanski, John Fekner, Arne Groh, Jarosław Kozłowski, Yoko Ono, Nam June Paik, Endre Tót, Jacek Tylicki och Krzysztof Wodiczko med flera.
Galerie S:t Petri ville främja verksamheter som hade svårt att göra  sig gällande i kommersiella och institutionella sammanhang. Sellem och hans partner Marie Sjöberg blev dock aktivt motverkade av etablissemanget.
På Galerie St. Petri har människor med olika intressen kunnat mötas och samtala på ett vänskapligt, anspråkslöst sätt. Galleriet lades ned 1982.
Sellem har undervisat i visuell konst på Lunds universitet och år 1989 utnämndes han till fransk hedersprofessor. Han har också drivit bokförlaget Edition Sellem som utgav konst i bokform.